# 季爾
48°34′2″N 23°25′47″E / 48.56722°N 23.42972°E
季爾（烏克蘭語：Діл）是烏克蘭西部的村莊，隸屬外喀爾巴阡州的胡斯特區。該村始建於1500年，面積1.88平方公里，海拔高度671米，2001年人口183，人口密度每平方公里97.34人。